# Coalition pour la diversité des expressions culturelles
La Coalition pour la diversité des expressions culturelles (CDEC) est un organisme à but non lucratif qui réunit les principales organisations professionnelles francophones et anglophones du secteur culturel au Canada.  
D’abord connue sous le nom de Coalition pour la diversité culturelle (CDC), la CDEC intervient principalement pour que les gouvernements conservent leur souveraineté culturelle et leur capacité à mettre en œuvre des politiques de soutien à la culture. La CDEC a demandé le maintien de l’exemption culturelle dans tous les accords de commerce négociés par le Canada depuis sa création (ALENA, AECG, PTPGP, ACEUM, OMC). Elle cherche aussi à s'assurer que la diversité des expressions culturelles est présente dans l'environnement numérique. Depuis 2018, elle demande avec plus de force que les politiques culturelles s’appliquent en ligne, notamment par la révision des lois canadiennes sur la radiodiffusion et le droit d’auteur. Elle est reconnue pour sa contribution au mouvement de mobilisation mondiale ayant mené à l’adoption par l'UNESCO de la Convention sur la protection et la promotion de la diversité des expressions culturelles. 
La CDEC est membre de la Fédération internationale des coalitions pour la diversité culturelle (FICDC), dont elle assure le secrétariat.

## Histoire
La Coalition pour la diversité culturelle (CDC) est fondée au printemps 1998 par les principales associations québécoises du milieu culturel à l’occasion de la contestation du projet d’Accord multilatéral sur l'investissement (AMI) et des négociations à l’Organisation mondiale du commerce (OMC) qui visent une libéralisation des biens et services culturels. Rapidement, le gouvernement du Québec soutient l'organisation et, dès l’automne 1999, la CDC s'élargit en intégrant les principales associations professionnelles du secteur de la culture au Canada.
Le gouvernement du Canada apporte également son appui à la Coalition qui se donne pour objectif d'agir au niveau international afin de préserver la capacité des États d'adopter et de mettre en œuvre leurs politiques culturelles. La CDC entreprend ainsi un travail de mobilisation internationale afin de rallier les organisations du secteur culturel à cet objectif. Une première rencontre des associations professionnelles du milieu culturel a lieu du 10 au 13 septembre 2001 à Montréal. Cette dynamique donne naissance au Comité international de liaison (CIL) des coalitions pour la diversité culturelle, l’ancêtre de la FICDC qui sera fondée à Séville en septembre 2007.
Le travail de la CDC en collaboration avec les gouvernements québécois et canadien, d'autres organisations de la société civile et de nombreux universitaires et professionnels de la culture à travers le monde, mène en 2005 à l’adoption de la Convention sur la protection et la promotion de la diversité des expressions culturelles. La CDC se mobilise ensuite activement pour obtenir la ratification de la Convention par une majorité d'États, ce qu'elle obtient dans les deux années suivantes. La Convention sur la protection et la promotion de la diversité des expressions culturelles entre ainsi en vigueur en 2007.
Dans les années qui suivent, la CDC poursuit son travail à l'international au sein de la FICDC. À l'échelle nationale, un certain nombre d’enjeux mobilisent ses membres, et notamment les négociations commerciales auxquelles le Canada participe : la Zone de libre-échange des Amériques (ZLEA), l'Accord économique et commercial global (AECG), l'Accord de partenariat transpacifique global et progressiste (PTPGP), l'Accord Canada–États-Unis–Mexique (ACEUM).
En 2018, la CDC change de nom et devient Coalition pour la diversité des expressions culturelles (CDEC). Aujourd’hui, la CDEC compte quarante organisations membres qui représentent les créateurs, artistes, producteurs, éditeurs et distributeurs œuvrant dans les secteurs du livre, du cinéma, de la télévision, des nouveaux médias, de la musique, des arts du spectacle et des arts visuels.

## Mission

### La révision des lois canadiennes sur la radiodiffusion et le droit d’auteur
La CDEC demande depuis 2018 la révision de plusieurs lois canadiennes, principalement la Loi sur la radiodiffusion et la Loi sur le droit d’auteur, afin que les politiques culturelles canadiennes puissent s'appliquer à l’environnement numérique. La CDEC a participé aux consultations menées par le Groupe d’examen du cadre législatif en matière de radiodiffusion et de télécommunications. Elle a également mené la campagne nationale Sauvons Notre Culture en 2019, à la veille des élections fédérales canadiennes, afin d'inviter les partis fédéraux à agir pour que les géants du Web contribuent au financement et à la mise en valeur des expressions culturelles locales. 

### L’exemption culturelle à l’ère du commerce numérique
La renégociation de l’ALENA demandée par Donald Trump a laissé entrevoir une possible perte de l’exemption culturelle dont bénéficie le Canada depuis son premier traité avec les États-Unis. La CDEC et ses membres ont été très actifs au cours des négociations pour faire valoir la nécessité de maintenir cette exemption. Avec le soutien de l'ensemble des milieux culturels et l'implication du gouvernement fédéral, l'exemption culturelle a finalement été maintenue. 
La CDEC s'intéresse également de près aux négociations sur le commerce électronique qui doivent avoir lieu à l’OMC. 

## Membres

### Membres réguliers
- Association of Canadian Publishers (ACP)
- Alliance of Canadian Cinema, Television and Radio Artists (ACTRA)
- Association des distributeurs exclusifs de livres en langue française (ADELF)
- Association québécoise de l’industrie du disque, du spectacle et de la vidéo (ADISQ)
- Association nationale des éditeurs de livres (ANEL)
- Alliance nationale de l'industrie musicale (ANIM)
- Association des Professionnels de l’Edition Musicale (APEM)
- Association québécoise de la production médiatique (AQPM)
- Association des réalisateurs et réalisatrices du Québec (ARRQ)
- Canadian Actors’ Equity Association (CAEA)
- Canadian Federation of Musicians (CFM)
- Canadian Independent Music Association (CIMA)
- Canadian Media Production Association (CMPA)
- Directors Guild of Canada (DGC)
- Directors Guild of Canada-Ontario (DGC Ontario)
- Fédération culturelle canadienne-française (FCCF)
- League of Canadian Poets (LCP)
- Music Managers Forum Canada (MMF)
- Songwriters Association of Canada (SAC)
- Société des auteurs et compositeurs dramatiques (SACD)
- Société des auteurs de radio, télévision et cinéma (SARTEC)
- Société civile des auteurs multimédia (SCAM)
- Screen Composer Guild of Canada (SCGC)
- Société canadienne des auteurs, compositeurs et éditeurs de musique (SOCAN)
- Société professionnelle des auteurs et des compositeurs du Québec (SPACQ)
- Union des artistes (UDA)
- Union des écrivaines et des écrivains québécois (UNEQ)
- Writers Guild of Canada (WGC)
- XN Québec

### Membres associés
- Access Copyright
- Agence artistique Duchesne
- Agence Claude Girard
- Agence Goodwin
- Association des libraires du Québec (ALQ)
- Book and Periodical Council
- Centre des auteurs dramatiques (CEAD)
- COPIBEC
- Culture Montréal
- Fédération nationale des communications et de la culture (FNCC-CSN)
- Saskatchewan Arts Alliance